# リニアメント
リニアメント（英語: lineament）とは、リモートセンシングによる空中写真で地表に認められる、直線的な地形の特長（線状模様）のことを言う。崖、尾根の傾斜急変部、谷や尾根の屈曲による直線的な地形、土壌や植生の境目などが直線的に現れる部分がこれにあたる。リニアメントの成因としては、侵食、堆積などのほか断層や節理など地下の地質構造が反映されたものがあり、この解析は地震・地すべりなどの災害予測や石油、金属、地熱の資源探査に用いられている。

## 空中写真判断の利点と問題点
リモートセンシングによる空中写真判断は植生による阻害，降水量が少なく風化が起こらないため断層，地層境界（リニアメント）が表れにくい場合がある等，実地調査に比べ精度が劣る。ただし，実地調査は人間の実際に行けるところまでしか調査できないため，高地や谷，その他地形的，環境的，治安，政治的条件によってその調査の範囲が限定的になってしまうということがある。空中写真判断では，航空機を用いた物には飛行制限があるが，衛星を用いたものでは広範囲にわたってのデータが得られるために、地質の広がりや、地殻に対しての力のベクトルを前述の実地調査の制限なしに容易に得られる。